# 204805 Sipocz
204805 Sipocz este o planetă minoră (asteroid) din centura de asteroizi. A fost descoperită pe 11 octombrie 2006 la Astronomické observatórium Modra⁠(d) de . 
Obiectul prezintă o orbită caracterizată de o semiaxă mare de 3,0537110948408 UAi, o excentricitate de 0,099420170621973, o înclinație de 7,1614756202411 ° în raport cu ecliptica.